# Gene Wojciechowski
Gene Wojciechowski (pronuncia /wɒtʃəˈhaʊski/) (Salina, ...) è un giornalista statunitense., conosciuto per il suo lavoro con la televisione sportiva ESPN.
Nato a Salina, Kansas, è diventato giornalista di ESPN: The Magazine nel gennaio 1998, dopo aver lavorato come inviato per il football dal 1992. Ha lavorato anche per il Los Angeles Times, il Dallas Morning News e il Denver Post.
Wojciechowski si è diplomato alla Fort Lauderdale High School, e laureato alla University of Tennessee, ed ha ricevuto per il suo lavoro numerosi premi dalla Associated Press Sports Editors, dalla National Sportscasters and Sportswriters Association, dalla U.S. Basketball Writers Association, dalla College Football Writers Association of America, dalla Pro Football Writers, e dal Los Angeles Press Club.